# げんかい (多用途支援艦)
げんかい（ローマ字：JS Genkai, AMS-4304）は、海上自衛隊の保有する多用途支援艦で、ひうち型多用途支援艦の4番艦。諸外国海軍の 航洋曳船（オーシャンタグ）に相当する。
本記事は、本艦の艦暦について主に取り扱っているため、性能や装備等の概要についてはひうち型多用途支援艦を参照されたい。

## 概要
この艦級における艦名は灘の名前に由来しており、「げんかい」は玄海灘に由来する。
武装として、艦橋上両舷に12.7mm機関銃用銃架が設置されている。なお、12.7mm機関銃は搭載火器扱いであり、常時銃架に設置されているわけではなく、必要に応じて設置される。
ひうち型は前期建造艦と後期建造艦で装備が異なるが、「げんかい」は後期建造艦であるため、外洋行動時の運用性・居住性向上のための減揺タンクと、潜水艦に対する訓練支援用に水中通話機が装備されている。

## 艦歴
「げんかい」は、中期防衛力整備計画に基づく平成17年度計画980トン型多用途支援艦4304号艦として、ユニバーサル造船京浜事業所で2006年（平成18年）11月7日に起工され、2007年（平成19年）5月24日に進水、2008年（平成20年）2月20日に就役し、呉地方隊隷下の呉警備隊佐伯基地分遣隊に編入された。
2014年（平成26年）2月7日、平成25年度日米共同統合防災訓練に参加。
2016年（平成28年）2月16日午後5時30分頃、種子島東北東85kmを太平洋から東シナ海に向け西に航行する中国海軍旅滬型駆逐艦「哈爾浜」、江凱Ⅱ級フリゲート「煙台」、東調級情報収集艦「天狼星」、福池級補給艦「洪澤湖」を、第5航空群所属のP-3C及び護衛艦「とね」と共に発見し情報収集・警戒監視を行った。その後4隻は大隅海峡を西に進んでいる。
2018年（平成30年）7月11日、平成30年7月豪雨による災害派遣をうけ、弓削島（愛媛県上島町）で給水活動を行った。

## ギャラリー

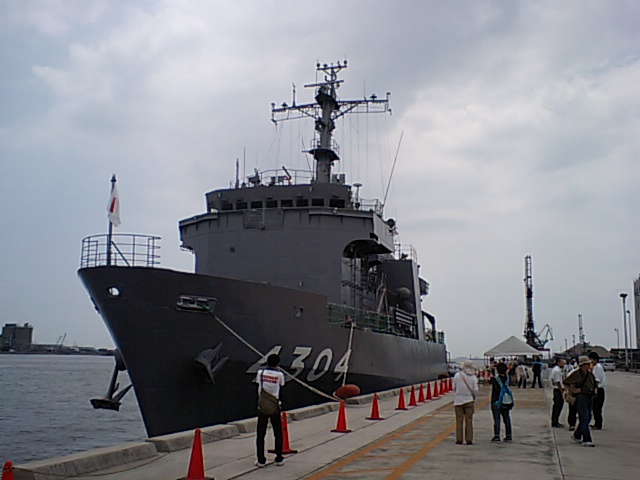
姫路港にて
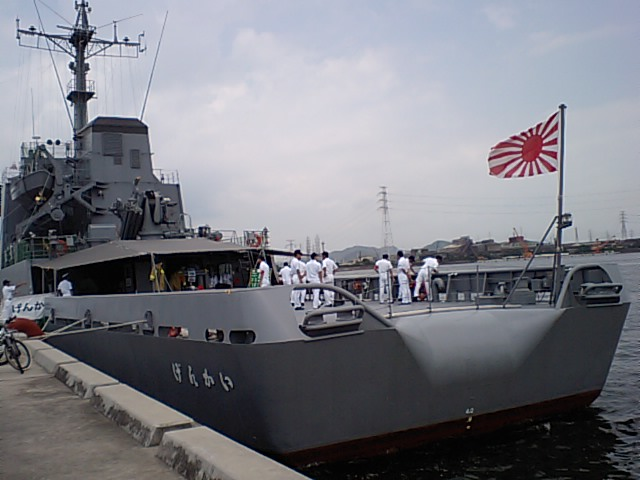
本艦の特徴である艦尾のスロープ